# Jimmy Daywalt
Jimmy Daywalt (n. 28 august 1924, Wabash, Indiana, SUA – d. 4 aprilie 1966, Indiana, SUA) a fost un pilot de Formula 1. De-a lungul carierei a luat startul în 6 curse, niciuna din pole-position. Nu a câștigat nicio cursă și nu a terminat niciodată pe podium, acumulând 0 puncte în întreaga activitate ca pilot de Formula 1.